# Coptacra
Coptacra es un género de saltamontes perteneciente a la subfamilia Coptacrinae de la familia Acrididae. Este género se distribuye en Asia (India, Vietnam, Yakarta y China).

## Especies
Las siguientes especies pertenecen al género Coptacra:
- Coptacra angulata (Rehn, 1905)
- Coptacra ensifera Bolívar, 1902
- Coptacra foedata (Serville, 1838)
- Coptacra formosana Tinkham, 1940
- Coptacra hainanensis Tinkham, 1940
- Coptacra lafoashana Tinkham, 1940
- Coptacra longicornis Balderson & Yin, 1987
- Coptacra minuta Bey-Bienko, 1968
- Coptacra nigrifemura Wei & Zheng, 2005
- Coptacra punctaria (Walker, 1870)
- Coptacra taiwanensis Zhang & Yin, 2002
- Coptacra tonkinensis Willemse, 1939
- Coptacra tuberculata Ramme, 1941
- Coptacra xiai Yin, Ye & Yin, 2011
- Coptacra yunnanensis Zhang & Yin, 2002